# Inge de Bruijn
Inge de Bruijn, nizozemska plavalka, * 24. avgust 1973, Barendrecht.
Inge de Bruijn je v plavanju osvojila številne medalje na največjih plavalnih prireditvah med letoma 1991 in 2004. Bila je tudi nosilka več svetovnih rekordov v prostem slogu in metuljčku. Največji uspeh je dosegla v Sydneyju 2000, ko je osvojila zlato v treh disciplinah, 50 in 100 m prosti slog ter 100 m metuljček. Uspeh je ponovila naslednje leto na svetovnem plavalnem prvenstvu. V letih 2000 in 2001 je bila tudi izbrana za najboljšega svetovnega plavalca leta. Leta 2001 pa je bila na nizozemskem izbrana za športnico leta. 